# Tiberio Julio Cándido Capitón
Tiberio Julio Cándido Capitón (en latín: Tiberius Julius Candidus Capito) fue un senador romano que vivió a finales del siglo I y  principios del siglo II, y desarrolló su cursus honorum bajo los reinados de Domiciano, Trajano, y Adriano.

## Familia
Era hijo de Tiberio Julio Cándido Mario Celso, cónsul en el año 105, y hermano de Tiberio Julio Cándido Cecilio Símplice, y Tiberio Julio Cándido Celso. 

## Carrera política
Diplomas militares, fechados el 17 de julio de 122, demuestran que Capitón fue cónsul sufecto en el año 122 junto con Lucio Vitrasio Flaminino.